# Охтирський район (1923—2020)
Охтирський район — колишній район України в південній частині Сумської області України з адміністративним центром у місті Охтирка, який існував протягом 1923—2020 років і був ліквідований під час Адміністративно-територіальної реформи в Україні.

## Загальна характеристика
Охтирський район був розташований у північно-східній частині України. Межував з Тростянецьким, Великописарівським, Лебединським районами Сумської області; Котелевським, Зіньківським районами Полтавської області; Богодухівським, Краснокутським районами Харківської області.
Територія району складала 128,7 тис. га., до складу якої входяло 22 сільські ради, які об'єднували 1 селище міського типу та 91 село.
Населення складало близько 80,9 тис. чоловік.
По території району протікали річки: Ворскла, Охтирка, Олешня, Хухра, Грунь, Буймер, Гусинка, Ташань, Кринична.

## Історія
Територія району була заселена здавна.
Перші поселення на території, яку зараз займає Охтирка, виникли близько 3000 років тому[джерело?]. Заселяли її осілі землеробсько-скотарські племена скіфів. В період Київської Русі тут були слов'янські городища — прикордонні укріплення, пізніше зруйновані монголо-татарським ордами.
Датою заснування Охтирки вважається 29 вересня 1641 року, коли поляки, на місці старослов'янського городища на горі Охтир, заклали прикордонну засіку проти крайнього західного флангу Білгородської засічної лінії.
За московсько-польською угодою 1647 року Охтирщина відійшла до Московської держави. Подальший розвиток пов'язаний з масовим переселенням жителів Подніпров'я на південно-східні окраїни Московської держави. З часу свого виникнення й до середини XVIII століття Охтирщина стає центром автономної військово-адміністративної одиниці, Охтирського слобідського козацького полку, одного з п'яти Слобідських козацьких полків. Слід зауважити, що  історична козацька Охтирщина (землі Охтирського козацького полку), значно більша за сучасний Охтирський район. Територія Охтирщини охоплювала: сучасні південні райони  Сумської області; Богодухівський, Коломацький, Краснокутський райони Харківської області; Котелевський район Полтавської області а також Грайворонський Красноярузький райони  Білгородської області. 
Після ліквідації полкового устрою 1765 року Охтирщина стала провінцією Слобідсько-Української губернії, 1780—1796 — Охтирського повіту Харківського намісництва.
Згідно з Постановою Президії Всеукраїнського Центрального Виконавчого Комітету про зміни старої системи районування в Україні 7 березня 1923 року утворився Охтирський район, який на той час увійшов до Харківської губернії.
В 20-30-х роках минулого століття проходили багаторазові зміни кількості та складу районів на території України. Утворились округи, в тому числі й Охтирський. Потім знову ця територія стала районом. 9 лютого 1932 року Охтирський район згідно з Постановою Всеукраїнського Центрального Виконавчого Комітету увійшов до складу області. А 10 січня 1939 року згідно з Указом Президії Верховної ради СРСР була утворена Сумська область, якій передали Охтирський район.
У 1959 році був ліквідований Грунський район Сумської області, територія якого передана Охтирському району. Згідно з Указом Президії Верховної Ради СРСР від 30 грудня 1962 року укрупнились райони Сумської області, внаслідок чого до складу Охтирського району увійшли Великописарівський і Тростянецький райони. А 1 грудня 1964 року знову відновився Тростянецький район, за цим 8 грудня 1966 року — Великописарівський.
У січні 1963 року уточнилась назва району і українською він став називатися Ахтирський, а районний центр з Охтирки став Ахтиркою. Але в грудні 1966 року відновилася стара назва і район знову став Охтирським.
На референдумі 01 грудня 1991 року понад 90 % жителів Охтирщини підтримали Незалежність України.

## Адміністративний устрій
Район адміністративно-територіально поділяється на 1 селищну та 22 сільських рад, які об'єднують 92 населені пункти та підпорядковані Охтирській районній раді.

## Економіка
На момент утворення в Охтирському районі була добре розвинута мережа дрібної та кустарно-ремісничої промисловості. В районі налічувалось зайнятих осіб в дрібній та кустарно-ремісничій промисловості — 599 осіб.
Економіка району початку 20-х років XX століття характеризується утворенням державного сектора промисловості як наслідку проведення націоналізації власності.
На території району, в час його утворення, налічувалось 77 населених пунктів. Населення становило 34 тисячі осіб.
Голодомор 1933 року не обминув також і Охтирський район. Особливо лютував він у селах Розсохувате, Ясенове, Розкопи, Хухра та інших. Він забрав тисячі селянських жителів.
Значні зміни на селі відбулися після організації машинно-тракторних станцій. 1935 року в районі вже працювало 17 тракторних бригад.
У 1939 році була утворена Сумська область, до складу якої увійшов і Охтирський район. Села міцніли, розвивались, а разом з ними розвивались колективні господарства.
Німецька окупація завдала величезних збитків економіці району. Усі колективні господарства були пограбовані, сільськогосподарська продукція та худоба вивезені до Німеччини.
Попри страшну посуху 1946 року, самовіддана праця селян по відбудові колгоспів уже в перші повоєнні роки призвела до відчутних результатів. Проте, голоду в 1947 році уникнути не вдалося. 1948 року було освоєно довоєнні посівні площі, відроджено тваринницьку галузь.
Після війни на території району відновились пошуки корисних копалин. Вже на кінець п'ятидесятих років геологи виявили поблизу сіл Качанівка, Рибальське, Хухра перспективні поклади нафти та газу. Від 1961 року на базі цих родовищ почав працювати Охтирський нафтопромисел. 1977 року на нафтопромислі розпочато промисловий видобуток високоякісної нафти з девонського горизонту.
1978 року на базі компресорного цеху Охтирського нафтогазовидобувного управління було створено Качанівський газопереробний завод. 1979 року до Качанівського ГПЗ було приєднано Глинсько-Розбішівські компресорні станції Полтавського нафтогазовидобувного управління. Зараз це — бюджетоутворююче підприємство району — підрозділ ПАТ «Укрнафта».
Подальшого розвитку набуло і сільське господарство району. В 70-х роках спостерігався особливо активний розвиток колгоспів, їх укрупнення. Завдяки запровадженню прогресивних технологій по переозброєнню сільського господарства в цілому район досяг високих показників. Він вийшов у число передових не тільки в області, а й в Україні. В 2000-х роках сільгосппідприємства приватної форми власності продовжували укрупнюватися. Значного розвитку здобули ПрАТ «Сад», ПСП «Комишанське», ПСП «Піонер». В районі також працюють підрозділи агропромислових корпорацій — «Лотуре-Агро» (території Куземинської, В'язівської, Рибальської, Чернеччинської сільських рад) та Хухрянської філії «Райз-Максимко» (території Хухрянської, Кардашівської, Бугруватської, Пологівської, Бакирівської сільських рад).

## Населення
Розподіл населення за віком та статтю (2001)
| Стать | Всього | До 15 років | 15-24 | 25-44 | 45-64 | 65-85 | Понад 85 |
| --- | ------ | ----------- | ----- | ----- | ----- | ----- | -------- |
| Чоловіки | 14 386 | 2681        | 1712  | 4222  | 3597  | 2077  | 97       |
| Жінки | 16 806 | 2484        | 1535  | 3896  | 4280  | 4111  | 500      |
| \| Статево-вікова піраміда \| Статево-вікова піраміда \| Статево-вікова піраміда \| \| ----------------------- \| ----------------------- \| ----------------------- \| \| Чоловіки \| Вік \| Жінки \| \| 97 \| 85 + \| 500 \| \| 168 \| 80-84 \| 607 \| \| 435 \| 75-79 \| 1152 \| \| 698 \| 70-74 \| 1345 \| \| 776 \| 65-69 \| 1007 \| \| 1241 \| 60-64 \| 1675 \| \| 589 \| 55-59 \| 792 \| \| 848 \| 50-54 \| 942 \| \| 919 \| 45-49 \| 871 \| \| 1145 \| 40-44 \| 989 \| \| 1131 \| 35-39 \| 999 \| \| 1022 \| 30-34 \| 964 \| \| 924 \| 25-29 \| 944 \| \| 761 \| 20-24 \| 754 \| \| 951 \| 15-20 \| 781 \| \| 1106 \| 10-14 \| 1034 \| \| 893 \| 5-9 \| 818 \| \| 682 \| 0-4 \| 632 \| |        |             |       |       |       |       |          |
| Статево-вікова піраміда |        |             |       |       |       |       |          |
| Чоловіки | Вік    | Жінки       |       |       |       |       |          |
| 97 | 85 +   | 500         |       |       |       |       |          |
| 168 | 80-84  | 607         |       |       |       |       |          |
| 435 | 75-79  | 1152        |       |       |       |       |          |
| 698 | 70-74  | 1345        |       |       |       |       |          |
| 776 | 65-69  | 1007        |       |       |       |       |          |
| 1241 | 60-64  | 1675        |       |       |       |       |          |
| 589 | 55-59  | 792         |       |       |       |       |          |
| 848 | 50-54  | 942         |       |       |       |       |          |
| 919 | 45-49  | 871         |       |       |       |       |          |
| 1145 | 40-44  | 989         |       |       |       |       |          |
| 1131 | 35-39  | 999         |       |       |       |       |          |
| 1022 | 30-34  | 964         |       |       |       |       |          |
| 924 | 25-29  | 944         |       |       |       |       |          |
| 761 | 20-24  | 754         |       |       |       |       |          |
| 951 | 15-20  | 781         |       |       |       |       |          |
| 1106 | 10-14  | 1034        |       |       |       |       |          |
| 893 | 5-9    | 818         |       |       |       |       |          |
| 682 | 0-4    | 632         |       |       |       |       |          |

Національний склад населення за даними перепису 2001 року:
| Національність | Кількість осіб | Відсоток |
| -------------- | -------------- | -------- |
| українці       | 29829          | 95,59 %  |
| росіяни        | 1055           | 3,38 %   |
| білоруси       | 156            | 0,50 %   |
| вірмени        | 30             | 0,10 %   |
| цигани         | 19             | 0,06 %   |
| інші           | 148            | 0,47 %   |

Мовний склад населення за даними перепису 2001 року:
| Мова       | Кількість осіб | Відсоток |
| ---------- | -------------- | -------- |
| українська | 30027          | 96,22 %  |
| російська  | 1017           | 3,26 %   |
| білоруська | 88             | 0,28 %   |
| вірменська | 22             | 0,07 %   |
| інші       | 52             | 0,17 %   |

## Релігія
На території району зареєстровано 17 релігійних громад. 12 із них належать Московському патріархату, а 5 — Київському. В селі Олешня в 1994 році відкрито новозбудовану Свято-Покровську церкву. Крім цього, церкви працюють в селах Ясенове, Куземині, Груні. В решті населених пунктів, де зареєстровані громади, діють молитовні будинки.

## Природно-заповідний фонд

### Національний природний парк
Гетьманський (частина).

### Ботанічні заказники
Березів яр.

### Гідрологічні заказники
Бакирівський (загальнодержавного значення), Климентівський (загальнодержавного значення), Хухрянський (загальнодержавного значення).

### Ентомологічний заказник
Грунський (загальнодержавного значення).

### Ботанічні пам'ятки природи
Доброславівські дерева, Дуб біля школи, Дуб заводу медичних меблів, Дубові насадження, Духовичанські дуби.

### Гідрологічні пам'ятки природи
Джерело.

### Заповідне урочище
Литовський бір.

## Пам'ятки
Однією з найзначніших археологічних пам'яток в районі є Більське городище, яке належить до VII століття до нової ери. Знаходиться воно поблизу нинішнього села Куземин. Його досліджував ще в давнину мандрівний давньогрецький вчений Геродот і дійшов висновку, що це є не що інше, як давнє місто Гелон. Є припущення, що задовго до скіфів тут існувала досить розвинена цивілізація. В наш час на городищі велись розкопки в 1906 році істориком В.Городцовим. При цьому зібрано вражаючу колекцію, яка підтверджувала, що це — частина держави гелонів. 1954 року експедиція Харківського університету під керівництвом Б. Шрамка відновили розкопки. Тоді були знайдені медичні скальпелі, подібні до сучасних, печі для виплавляння міді, випалювання посуду, кузня з гранітним ковадлом, зброя, спорядження для коней.
На території району є досить багато курганів. Деякі з них досліджувались. Зокрема, у «Крашевських» могилах біля села Кудрявого при розкопках знайдено скіфський інвентар.
Археологічна експедиція Київського інституту археології вела розкопки курганних могильників біля села Журавне. Їх поява датується XI-м століттям. Там знайдено залізні вироби: ножі, браслети, скроневі підвіски, кілька амулетів, вироби зі срібла.
У п'яти кілометрах на північ від Охтирки біля села Чернеччина в 1654 році був заснований Троїцький монастир. Стояв він на мальовничій надворсклянській горі. Наприкінці XIX століття монастир був одним із найбільших у Російській імперії, а величчю та красою поступався лише славнозвісному Святогорському. В 1990-х від нього залишалась лише прострелена в роки війни дзвіниця. В 2000-х було проведено її реконструкцію, побудовано інші приміщення. Монастир діє під керівництвом о. Сімеона (УПЦ МП).
Архітектурними пам'ятками дерев'яного зодчества є П'ятницька церква в селі Бакирівка, збудована в 1801 році — перебуває в аварійному стані, та церква в Журавному, яка належить до XVII століття (відома тим, що при будівництві її не використовувався жоден цвях). Відновлена без дотримання первісного вигляду в 2000-х.
В селі Климентове біля річки Ворскла збереглись рештки старого водяного млина, збудованого у XVIII столітті. Це теж архітектурна пам'ятка.

## Відомі люди
- Перемежко Петро Іванович (1834—1893) — український гістолог, професор Київського університету, один з першовідкривачів мітозу. Уродженець села Риботень.

В районі проживали п'ять Героїв Соціалістичної Праці: М. Д. Голець з Будного, Г. Н. Самохіна з Чупахівки, О. Г. Косовський та М. П. Рубан з В'язового і М. І. Храпач з Малої Павлівки. За подвиги у Другій світовій війні звання Героя Радянського Союзу удостоєні 6 уродженців району: А. М. Діхтяренко з Груні, С. І. Долгий з Олешні, Г. К. Задорожний зі Старої Іванівки, М. В. Пилипенко з Чернеччини, В. П. Симон з В'язового, В. Д. Шаренко з Куземина.
В селі Горяйстівка народився і працював до війни герой штурму Рейхстагу О. П. Берест, який разом з Єгоровим і Кантарія ставив Прапор Перемоги над Рейхстагом.
У селі Грунь народився видатний український письменник-гуморист Остап Вишня (П. М. Губенко 1888—1956 рр.) та його брат, теж відомий сатирик-гуморист Василь Чечвянський (В. М. Губенко 1888—1938 рр.).
Приміське село Охтирки Чернеччина — батьківщина відомого українського поета-партизана П. М. Воронька (1913—1988 рр.).
З іменем письменника Івана Багряного (1906—1963 рр.) пов'язана історія села Куземин. Тут жили його батьки, в дитинстві і юності деякий час проживав і майбутній письменник. Іван Багряний був в'язнем сталінських таборів, потім емігрував і проживав у США та Німеччині. У своїх творах («Сад Гетсиманський», «Тигролови» та інші) він розповів про страхіття ГУЛАГів. Йому посмертно присвоєно Державну премію України імені Т. Г. Шевченка.
В селі Лутище 1922 року народилась заслужена артистка УРСР Л. І. Рудик. У двадцятих роках на Чупахівському цукрозаводі працював майбутній член-кореспондент АН СРСР, генерал-лейтенант інженерно-технічної служби, тричі Герой Соціалістичної Праці, лауреат Ленінської премії і шести державних премій, конструктор танків М. Л. Духов.
У селі Буймерівці на колишній території будинку відпочинку «Буймерівський» встановлено пам'ятник Т. Г. Шевченку. Автор і час встановлення невідомі.
На місцях завершальних боїв Курської битви, на землях колишнього радгоспу «Ударник», у 1966 році споруджено меморіальний комплекс «Курган Бойової Слави» (автори: скульптор Н.Дерегус, архітектор Б.Бердник).

## Політика
25 травня 2014 року відбулися Президентські вибори України. У межах Охтирського району були створені 34 виборчі дільниці. Явка на виборах складала — 63,16 % (проголосували 13 721 із 21 725 виборців). Найбільшу кількість голосів отримав Петро Порошенко — 47,37 % (6 499 виборців); Юлія Тимошенко — 16,85 % (2 312 виборців), Олег Ляшко — 16,64 % (2 283 виборців), Анатолій Гриценко — 6,21 % (852 виборців), Сергій Тігіпко — 3,16 % (433 виборців). Решта кандидатів набрали меншу кількість голосів. Кількість недійсних або зіпсованих бюлетенів — 0,94 %.